# Vela nos Jogos Bolivarianos de 2022
As competições de vela nos Jogos Bolivarianos de 2022 foram realizadas em Valledupar, na Colômbia, foram realizadas entre os dias 27 de junho a 2 de julho de 2022 no reservatório de Tominé [en] em Guatavita.
Sete eventos com medalhas foram programados para serem disputados; três para homens, três para mulheres e um evento misto. Um total de 73 atletas, sendo composto por 36 homens e 37 mulheres, competiram nos eventos. As compeitção foram abertas sem restrições de idade, com exceção da vela Optimist, que é restrita a velejadores menores de 16 anos.
O Peru havia sido campeão das competições de vela, depois de tê-las vencido na  edição anterior em Santa Marta. Equador e Peru ganharam 2 medalhas de ouro cada um, no entanto, o Peru alcançou mais duas medalhas de prata (3-1) do que o Equador para vencer novamente as competições de vela.

## Nações participantes
Um total de 9 países (5 países da Organização Desportiva Bolivariana e 4 convidados) registrou atletas para as competições de vela. Cada país pôde inscrever dois barcos por evento e um máximo de 18 velejadores (8 homens e 10 mulheres). Cada país pôde inscrever até dois velejadores para cada evento individual masculino e feminino e até duas equipes formadas por um homem e duas mulheres cada para o evento misto.
- CHI Chile (13)
- COL Colômbia (8)
- ECU Equador (9)
- DOM República Dominicana (2)
- ESA El Salvador (4)
- GUA Guatemala (7)
- PAR Paraguai (1)
- PER Peru (18)
- VEN Venezuela (11)

### Local do evento
As competições de vela foram realizadas no reservatório de Tominé [en], no quilômetro 10 da estrada Sesquile - Gutavita, em Guatavita, um município do Departamento de Cundinamarca.

## Medalhistas

### Competições masculinas
| Event    | Ouro                             | Prata                               | Bronze                           |
| -------- | -------------------------------- | ----------------------------------- | -------------------------------- |
| Laser    | Enrique Arathoon ESA El Salvador | Stefano Peschiera PER Peru          | Clemente Seguel CHI Chile        |
| Sunfish  | Simón Gómez COL Colômbia         | José Daniel Hernández GUA Guatemala | Jean Paul de Trazegnies PER Peru |
| Optimist | Jonas Koreiva ECU Equador        | Stefano Moy PER Peru                | Tomas De La Vega COL Colômbia    |

### Competições femininas
| Event        | Ouro                         | Prata                        | Bronze                            |
| ------------ | ---------------------------- | ---------------------------- | --------------------------------- |
| Laser Radial | Daniela Rivera VEN Venezuela | Florencia Chiarella PER Peru | Sophie Zimmermann PER Peru        |
| Sunfish      | Caterina Romero PER Peru     | Rafaela Salvatore CHI Chile  | Josselyn Echeverria GUA Guatemala |
| Optimist     | Gracia Carrillo PER Peru     | Camila Ernst CHI Chile       | Rafaella Parodi PER Peru          |

### Competição mista
| Event     | Ouro                                                           | Prata                                                        | Bronze                                                      |
| --------- | -------------------------------------------------------------- | ------------------------------------------------------------ | ----------------------------------------------------------- |
| Lightning | Equador (ECU) Mikaela Garcés Jonathan Martinetti Moira Padilla | Equador (ECU) Irene Suárez Julio Andrés Vélez Ariana Villena | Chile (CHI) Paula Herman Pedro Felipe Robles Carmina Malsch |

## Tabela de medalhas
| Pos.               | País               | Ouro | Prata | Bronze | Total |
| ------------------ | ------------------ | ---- | ----- | ------ | ----- |
| 1                  | PER Peru           | 2    | 3     | 3      | 8     |
| 2                  | ECU Equador        | 2    | 1     | 0      | 3     |
| 3                  | COL Colômbia       | 1    | 0     | 1      | 2     |
| 4                  | ESA El Salvador    | 1    | 0     | 0      | 1     |
| 4                  | VEN Venezuela      | 1    | 0     | 0      | 1     |
| 6                  | CHI Chile          | 0    | 2     | 2      | 4     |
| 7                  | GUA Guatemala      | 0    | 1     | 1      | 2     |
| Total (7 entradas) | Total (7 entradas) | 7    | 7     | 7      | 21    |